# Dieter W. Feuerstein

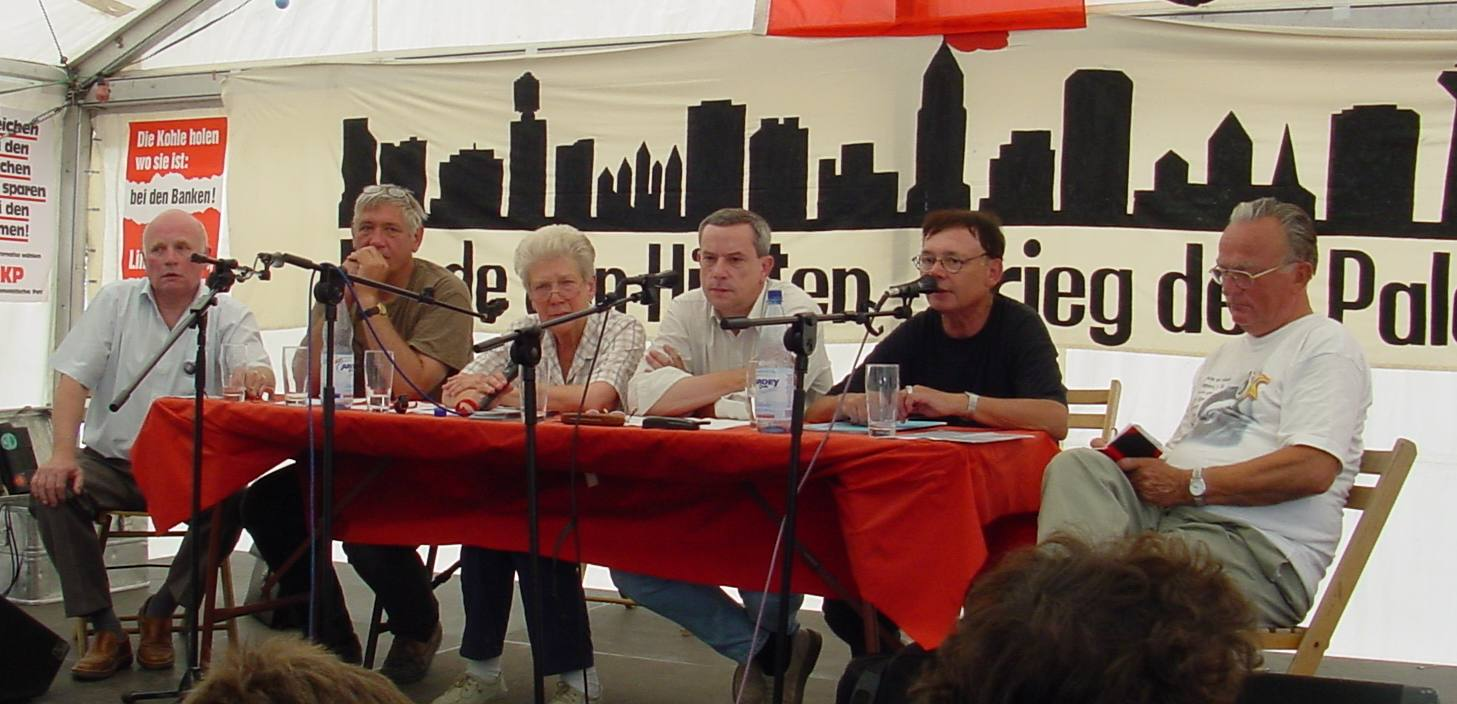
Feuerstein (3. von rechts) auf dem UZ-Pressefest 2003

Wolf-Dieter Walter Feuerstein (* 25. April 1955 in Neu-Ulm) ist ein ehemaliger DDR-Spion für die Hauptverwaltung Aufklärung (HVA) der Staatssicherheit in der Bundesrepublik Deutschland. 1992 wurde er wegen schweren Landesverrats zu einer Freiheitsstrafe von acht Jahren verurteilt.

## Leben
Feuersteins Eltern zogen mit ihm nach Hessen, wo er an einer Gesamtschule das Abitur machte. Zu Beginn der 1970er Jahre sympathisierte er mit der Außerparlamentarischen Opposition. 1972 wollte er in die Deutsche Kommunistische Partei (DKP) eintreten. Sein Vater redete ihm dieses Vorhaben jedoch aus, da er selbst Agent der HVA war, was er seinem Sohn jetzt offenbarte. Eine Mitgliedschaft in der DKP hätte ihn in Gefahr gebracht.
Im Jahre 1974 wurde er von der HVA des Ministeriums für Staatssicherheit (MfS) als hauptamtlicher inoffizieller Mitarbeiter angeworben. Sein Deckname war „Petermann“. Im Auftrag des MfS wurde er Mitglied der Jungen Union Hessen, 1976 – während seines Wehrdienstes – stellvertretender Sprecher des Wehrpolitischen Arbeitskreises der CDU Nordhessens. Dies diente vor allem dem Zweck, ihm eine entsprechende Legende zu beschaffen, so dass er später in der Rüstungsindustrie beschäftigt werden konnte.
Feuerstein studierte Luft- und Raumfahrttechnik in West-Berlin und arbeitete dann als Diplomingenieur bei Messerschmitt-Bölkow-Blohm in Ottobrunn, wo Baugruppen für die Kampfflugzeuge wie der Tornados und Eurofighter für NATO-Staaten gebaut und die Endmontage von Kampfflugzeugen für die Luftwaffe und die Deutsche Marine durchgeführt wurden. Zuletzt war er verantwortlich für den Geheimschutz.
Nach der Deutschen Wiedervereinigung und seiner Enttarnung im Oktober 1990 wurde Feuerstein vom Bayerischen Obersten Landesgericht 1992 zu acht Jahren Freiheitsentzug verurteilt. Nach der Hälfte der Haftzeit wurde er 1994 auf Bewährung entlassen und betätigt sich als Patentberichterstatter.
Er wurde zunächst Mitglied der PDS, später der DKP. Außerdem trat er dem Deutschen Freidenker-Verband und der Initiativgruppe Kundschafter des Friedens fordern Recht bei. Darüber hinaus hält er regelmäßig Vorträge zu seiner Spionagetätigkeit und publiziert in verschiedenen linken Medien, u. a. für die Junge Welt und Unsere Zeit.
Sein Vater Gerhard Feuerstein (1926–1973) und seine damalige Ehefrau waren ebenfalls DDR-Spione in der Bundesrepublik.

## Ehrungen
- Leninorden
- Vaterländischer Verdienstorden in Silber

## Schriften
- Die Toten bleiben jung. In: Klaus Eichner, Gotthold Schramm (Hrsg.): Top-Spione im Westen: Spitzenquellen der DDR-Aufklärung erinnern sich. Überarbeitete Neuauflage Auflage. Das neue Berlin (Eulenspiegel-Verlagsgruppe), Berlin 2016, ISBN 978-3-360-01310-1, S. 208–248.